# Martin Farndale
Sir Martin Baker Farndale, KCB (* 6. Januar 1929; † 10. Mai 2000) war ein britischer Offizier der British Army, der unter anderem als General zwischen 1985 und 1987 Oberkommandierender der Britischen Rheinarmee sowie in Personalunion auch Oberkommandierender der NATO-Heeresgruppe Nord NORTHAG (Northern Army Group) war. Er fungierte zwischen 1988 und 1996 als Master Gunner, St James’s Park.

## Leben
Martin Baker Farndale, Sohn von Alfred Farndale und Margaret Louise Baker, absolvierte nach dem Besuch der Yorebridge Grammar School in Askrigg eine Offiziersausbildung an der Royal Military Academy Sandhurst und trat 1948 als Leutnant (Second Lieutenant) in die Royal Artillery der British Army ein. Nach verschiedenen Verwendungen als Offizier besuchte er 1959 das Staff College Camberley und fand daraufhin zahlreiche weitere Verwendungen als Offizier und Stabsoffizier. Er war als Oberstleutnant (Lieutenant-Colonel) zwischen 1971 und November 1973 Kommandeur (Commanding Officer) des 1st Royal Horse Artillery, des 1. Regiments der Königlichen Pferdeartillerie. Als Brigadegeneral (Brigadier) fungierte er zwischen Dezember 1973 und Januar 1976 zunächst als Kommandeur der 8. Panzerbrigade (7th Armoured Brigade) sowie im Anschluss von Januar 1976 bis Januar 1978 im Heeresstab als Leiter des Referats Öffentlichkeitsarbeit (Director of Army Public Relations).
Daraufhin blieb Farndale im Heeresstab und bekleidete dort zwischen März 1978 und Februar 1980 als Generalmajor (Major-General) den Posten als Leiter des Referats Militärische Operationen (Director of Military Operations). Anschließend war er von März 1980 bis März 1983 Kommandeur der 2. Panzerdivision (General Officer Commanding, 2nd Armoured Division) und wurde 1980 Companion des Order of the Bath (CB). Als Generalleutnant (Lieutenant-General) löste er im Mai 1983 Generalleutnant Sir Nigel Bagnall als Kommandierender General des I. Korps (General Officer Commanding-in-Chief, I Corps) ab und verblieb auf diesem Posten bis Mai 1985, woraufhin Generalleutnant Sir Brian Kenny seine dortige Nachfolge antrat. Am 11. Juni 1983 wurde er zum Knight Commander des Order of the Bath (KCB) geschlagen und führte fortan den Namenszusatz „Sir“.
Im Juli 1985 übernahm Sir Michael Farndale als General wiederum von General Sir Nigel Bagnall den Posten als Oberkommandierender der Britischen Rheinarmee BAOR (Commander-in-Chief, British Army of the Rhine). Er hatte diesen Posten bis zu seinem Ausscheiden aus dem aktiven Militärdienst im November 1987 inne und wurde daraufhin abermals von General Sir Brian Kenny abgelöst. In Personalunion war er zwischen Juli 1985 und November 1987 auch Oberkommandierender der NATO-Heeresgruppe Nord NORTHAG (Northern Army Group). Er fungierte als Nachfolger von General Sir Thomas Morony zwischen 1988 und seiner Ablösung durch Richard Vincent, Baron Vincent of Coleshill 1996 in dem Ehrenamt als Master Gunner, St James’s Park. Nach seinem Eintritt in den Ruhestand war er von 1988 bis zu seinem Tode 2000 ferner Militärberater des Beratungsunternehmens Deloitte tätig. Daneben engagierte er sich zwischen 1996 und seinem Tode 2000 als Vorsitzender des Royal Artillery Museums Ltd. Aus seiner 1955 geschlossenen Ehe mit Margaret Anne Buckingham ging ein Sohn hervor.